# Mała Kępina
Mała Kępina (Kępinka, kaszb. Małô Kãpina, lub też Małé Kãpinë, Kãpinka, Małi Kąpino, niem. Klein Kempin) – część kolonii Duża Kępina w Polsce położona w województwie pomorskim, w powiecie chojnickim, w gminie Konarzyny
Miejscowość leży nad Chociną.
W latach 1975–1998 miejscowość administracyjnie należała do województwa słupskiego.